# Fährschiff mit Elektroantrieb

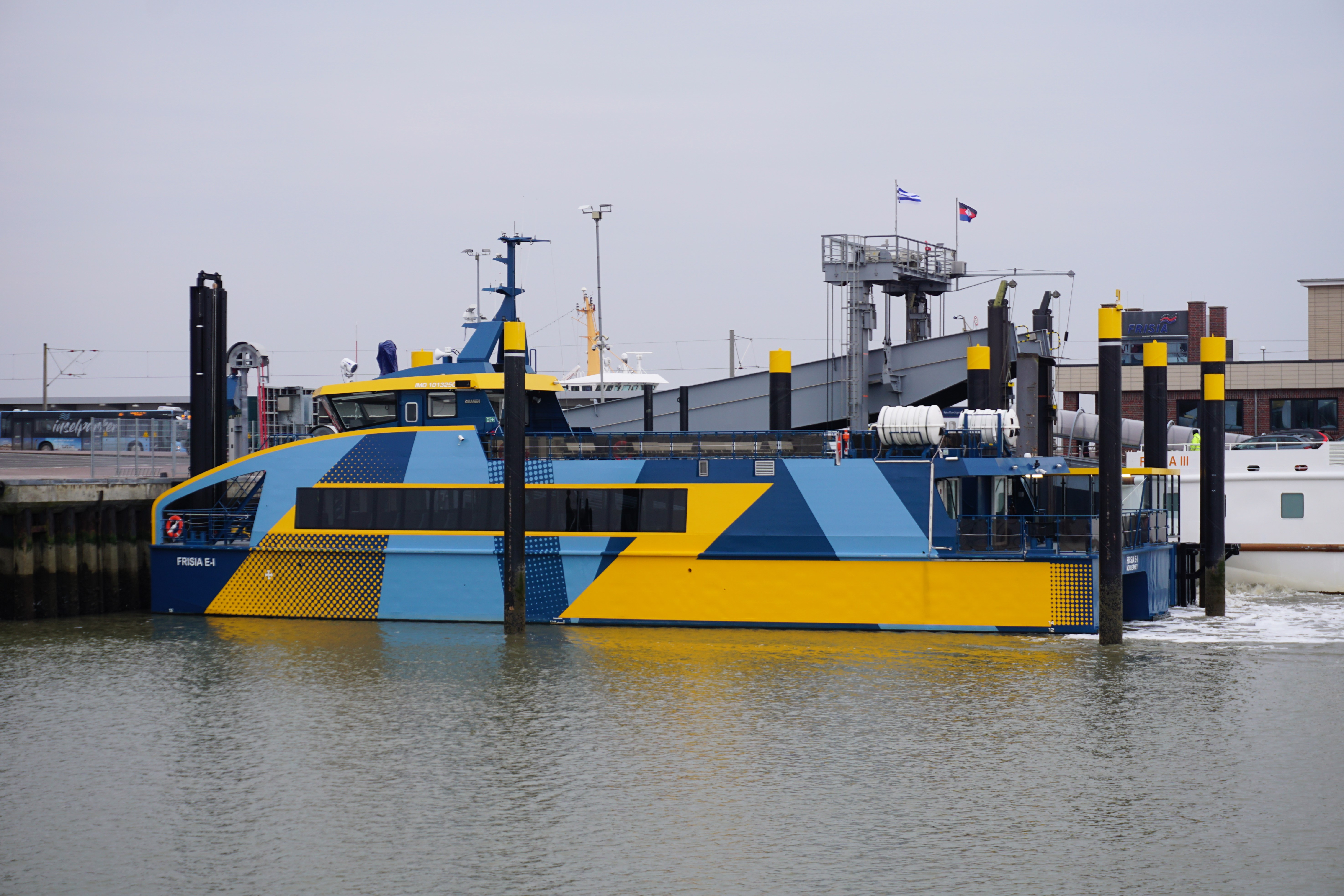
Die Frisia E-I, das erste rein elektrische deutsche Seeschiff, wurde am 21. Januar 2025 von der Reederei Norden-Frisia übernommen und wird im Fährbetrieb zwischen Norddeich und Norderney eingesetzt.

Im Vergleich zum Überbegriff eines Elektroboots zeichnet sich ein Fährschiff mit Elektroantrieb durch das zusätzliche Merkmal des Übersetzens an einer Fährstelle aus, insbesondere über ein als trennend wahrgenommenes Gewässer. Die Abgrenzung ist nicht eindeutig, so dass von mehreren Stellen in Anspruch genommen wird, das erste Fährschiff mit Elektroantrieb zu sein.
Abgrenzen kann man den Begriff etwa zu anderen Elektrobooten mit Personentransport, die mehr als Ausflugs- oder Charterschiffe genutzt werden. Ein Fährschiff mit Elektroantrieb kann prinzipiell auch ein Solarboot und dann zugleich eine Solarfähre sein, in der Regel können die Solarzellen an Deck aber nur einen geringen Teil des benötigten Stroms liefern. Dieser wird größtenteils im Hafen aus dem allgemeinen Stromnetz geladen.
Außer den genannten Schiffen sind Fährschiffe mit Elektroantrieb zudem solche Wasserfahrzeuge, die über eine Oberleitung oder ein Elektrokabel mit der notwendigen Antriebsenergie versorgt werden.

## Geschichte
Auf dem Rhein fuhr bereits von 1908 bis 1945 die elektrische Rheinfähre Godesberg-Niederdollendorf. Sie konnte auch Fahrzeuge transportieren. Auf dem Königssee verkehren seit 1909 elektrisch angetriebene Ausflugsschiffe. In Schweden wurde ab 1913 zwischen den Inseln Marstrandsö und Koön eine elektrisch betriebene Fähre Hamnfärjan I eingesetzt. 1948 wurde sie ersetzt durch die ebenfalls elektrisch angetriebene Hamnfärjan II. Diese beförderte bis zum Jahr 1985 über 8 Millionen Passagiere und ist als Museumsschiff erhalten.
Zwischen der dänischen Stadt Svendborg auf Fyn und der Insel Thurø verkehrte zwischen 1911 und 1934 die Thurøfærgen. Sie war eine Oberleitungsfähre.
In Strausberg transportiert seit 1915 die Strausseefähre Fahrgäste über den See. Sie gehört zu den Oberleitungsfähren und bezieht ihren Fahrstrom aus einer freigespannten einpoligen Oberleitung. Weitere Autofähren dieser Bauart verkehren auf dem Willamette River im amerikanischen Bundesstaat Oregon (seit 1939) und auf dem Neckar (1948–2014).

## Gegenwart

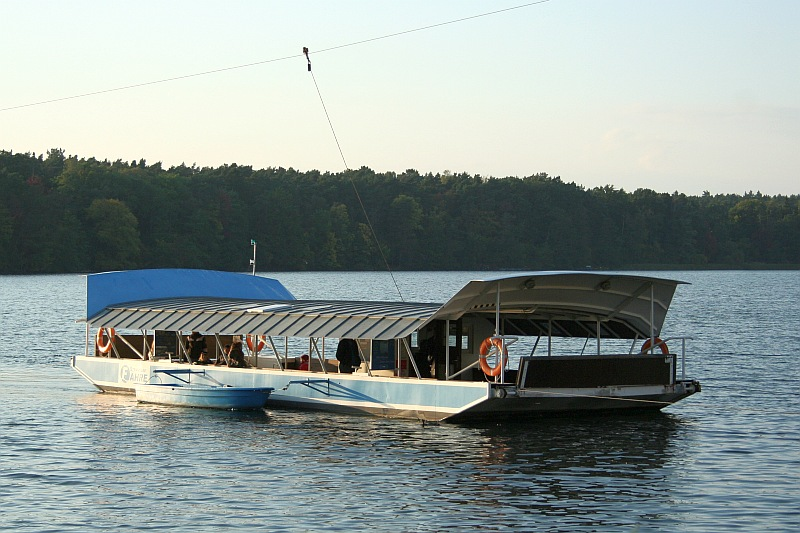
Strausseefähre Steffi

Die Strausseefähre wird seit 1915 elektrisch betrieben, wobei das Fährschiff über eine Oberleitung mit Strom versorgt wird.
Die Ruhrtalfähre setzt zwei elektrisch betriebene Schiffe mit Akkumulatoren als Energiespeicher, ein. Die Hardenstein (seit 2010 in Betrieb) hat eine Antriebsleistung von 20 kW. Ihr Vorgänger, die Kleine Fähre (Baujahr 2006) besitzt eine Antriebsleistung von 2 × 5 kW. Sie übernimmt Sonderaufgaben und steht als Reserve bereit.
In Berlin gingen 2014 vier als Solarfähren bezeichnete elektrische Fährschiffe unter dem Namen FährBär mit Akkumulatoren in Betrieb. Diese werden von Solarzellen und über das Stromnetz aufgeladen.
2015 folgte in Norwegen mit der Ampere eine elektrisch angetriebene Autofähre. Das mit einer Akku-Kapazität von 1000 kWh ausgestattete Schiff ist mit 80 Meter Länge deutlich größer als bisherige Elektroboote und wird nur über das Stromnetz aufgeladen. Es kann 120 Pkw und 350 Passagiere transportieren.
In Schweden befährt die Gerd der Trafikverket Färjerederiet den Kornhallsleden, die Fährverbindung zwischen Brunstorpsnäs und Kornhall auf dem Nordre älv in Bohuslän. Die Energieversorgung erfolgt mit Kabel.
2018 wurden die Tycho Brahe und die Aurora af Helsingborg, die zwischen dem schwedischen Helsingborg und dem dänischen Helsingör verkehren, auf batterieelektrischen Betrieb umgerüstet. Installiert sind Akkumulatoren mit einer Kapazität von 4160 kWh. Für eine Überfahrt werden ca. 1175 kWh benötigt. Geladen werden die Batterie nach jeder Überfahrt über einen automatischen Roboterkran; dies dauert etwa 5 bis 9 Minuten. Da die Dieselmotoren an Bord blieben, ist auch weiterhin ein dieselelektrischer Betrieb bzw. Hybridbetrieb möglich.

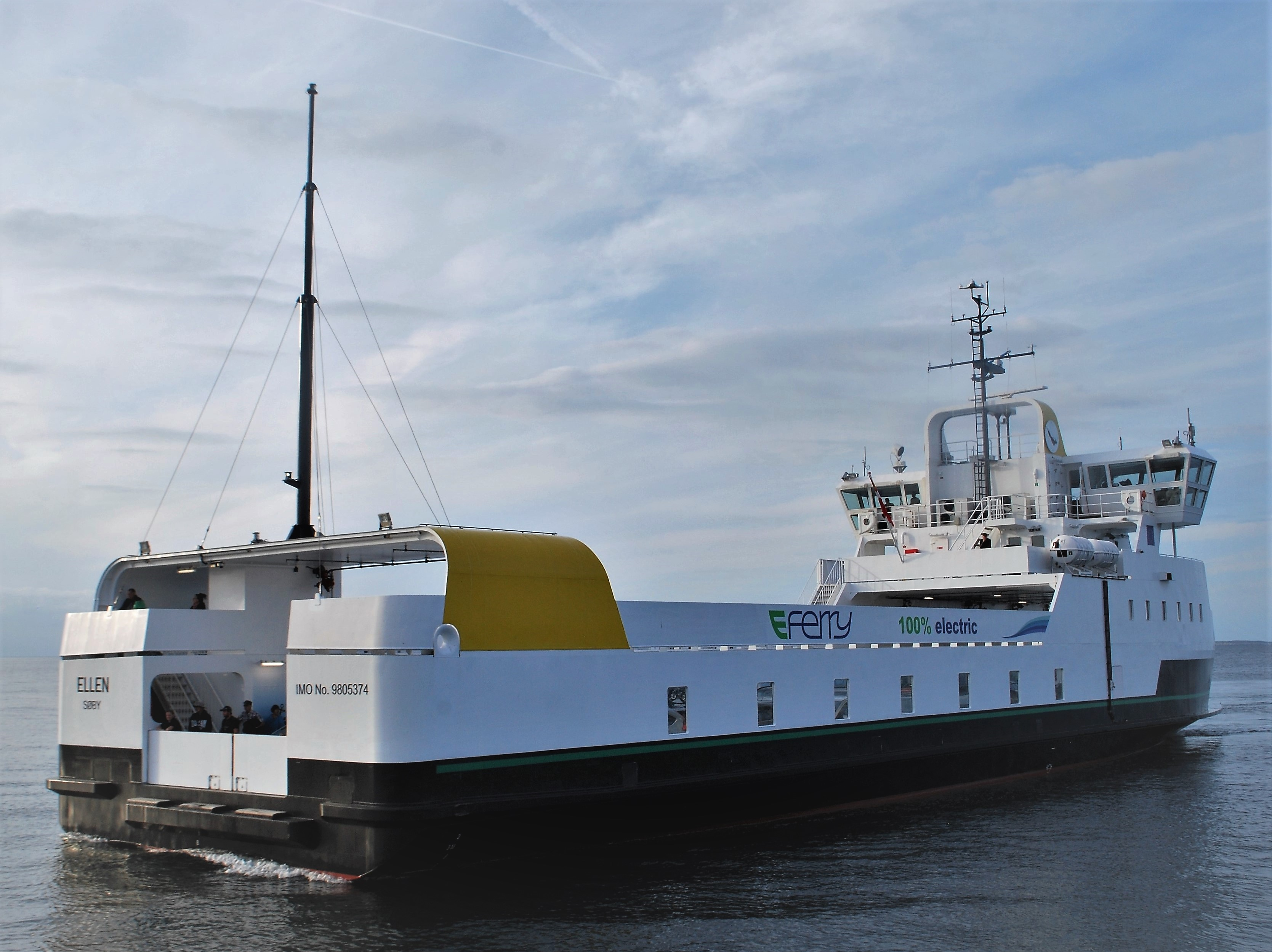
Fährschiff Ellen

Im August 2019 nahm die Ellen ihren Fährbetrieb zwischen süddänischen Häfen Fynshav (Als) und Søby (Ærø) auf. Sie besitzt eine 4,3-MWh-Batterie und kann 196 Passagiere und 31 Autos befördern. Die Akkumulatoren werden während der Hafenliegezeit in Søby automatisch geladen. Der Verbrauch der Fähre beträgt pro Rundreise rund 1.650 kWh. Der Strombedarf des Schiffes soll mittelfristig vollständig aus regenerativen Energiequellen gedeckt werden, so dass die Fähre CO2-neutral betrieben werden kann. Das Schiff wird von zwei Elektromotoren mit jeweils 750 kW Leistung angetrieben, die über Wendegetriebe auf zwei Festpropeller wirken. Es ist mit einem von einem Elektromotor mit 250 kW Leistung angetriebenen Bugstrahlruder ausgestattet.
Das niederländische Verkehrsunternehmen GVB bedient seit 2022 mit fünf elektrisch angetriebenen Fähren der NZK-Serie die Fährverbindungen über den Nordseekanal westlich von Amsterdam.
In Norwegen sollen alle Fähren auf den westlichen Fjorden bis 2026 auf Elektrobetrieb umgestellt werden. Auch in Deutschland fahren immer mehr Fähren elektrisch.
In Deutschland wurde Frisia E-I, das erste rein elektrische deutsche Seeschiff, am 21. Januar 2025 von der Reederei Norden-Frisia übernommen und wird im Fährbetrieb zwischen Norddeich und Norderney eingesetzt.
Weitere große Elektrofähren sind (Speicherkapazität in Klammern):
- China Zorrilla (42 MWh)
- Futura (10 MWh)
- Hinnøy (9,6 MWh)